# 슐랜크 플라스크

다양한 슐랜크 플라스크와 오른쪽 하단 슐랜크 튜브

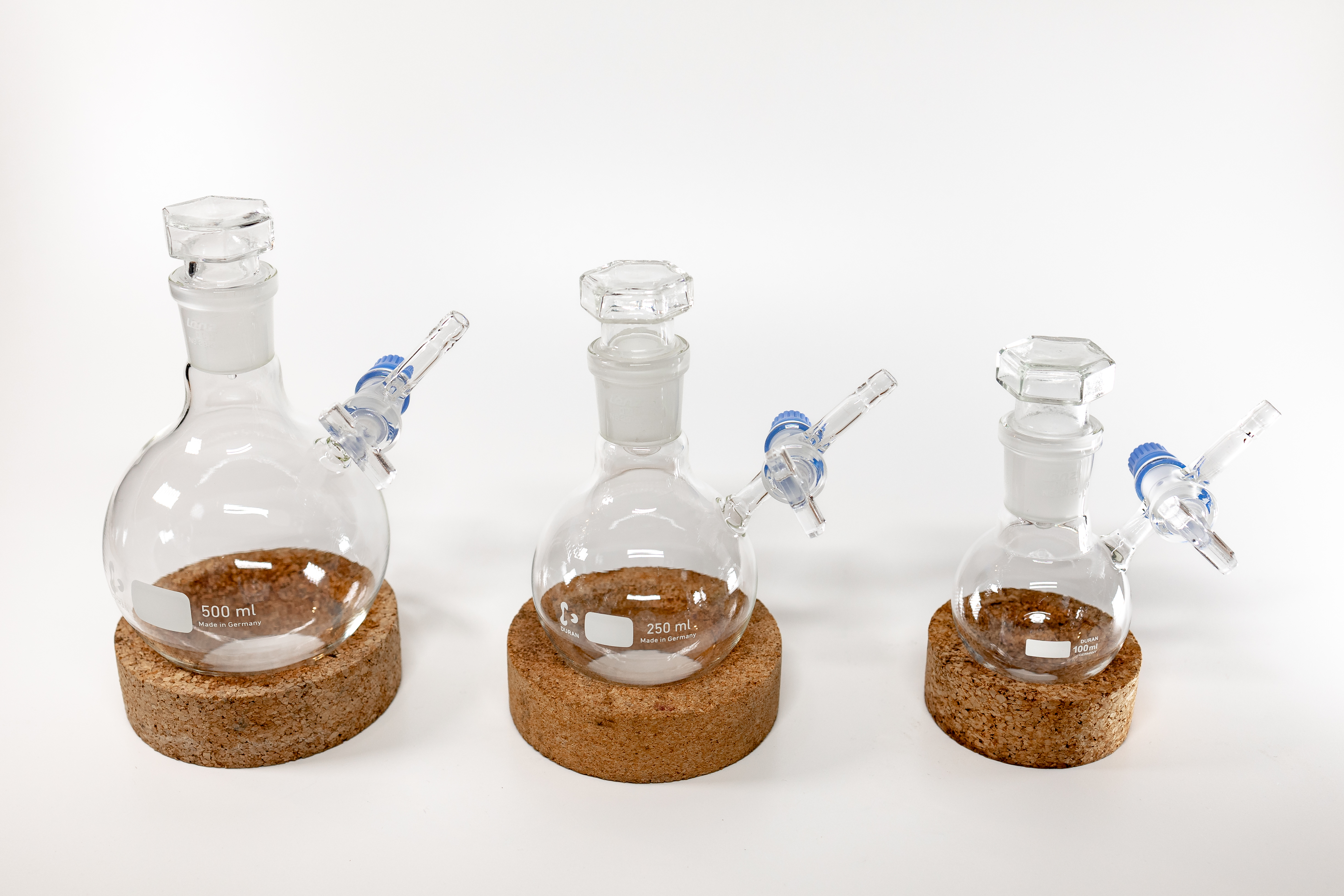
코르크 링에 500, 250, 100mL 용량의 슐랜크 플라스크 3개.

슐랜크 플라스크(Schlenk flask) 또는 슐랜크 튜브는 빌헬름 슐렌크(Wilhelm Schlenk)가 발명한 공기에 민감한 화학에 일반적으로 사용되는 반응 용기이다. 이 용기에는 폴리테트라플루오로에틸렌(PTFE) 또는 분쇄 유리 마개가 장착된 측면 암이 있어 용기를 비우거나 가스(일반적으로 질소 또는 아르곤과 같은 비반응성 기체)로 채울 수 있다. 이러한 플라스크는 종종 슐랜크 라인에 연결되어 두 작업을 모두 쉽게 수행할 수 있다.
슐랜크 플라스크와 슐랜크 튜브는 대부분의 실험실 유리기구와 마찬가지로 파이렉스와 같은 붕규산 유리로 만들어진다.
슐랜크 플라스크는 바닥이 둥글고 슐랜크 튜브는 길다. 이는 실험실 공급업체로부터 기성품으로 구입하거나 숙련된 유리 세공이 둥근 바닥 플라스크 또는 유리관으로 만들 수 있다.